# Molenberg
Le Molenberg est un mont des Ardennes flamandes situé sur la commune de Zwalm dans la province belge de Flandre-Orientale.

## Cyclisme
Le Molenberg est surtout connu pour son ascension lors du Tour des Flandres. Le Molenberg est une côte pavée très étroite avec un pourcentage moyen de 7 % pour une dénivellation de 32 mètres. Le sommet se trouve à 56 mètres d'altitude. Les pavés du Molenberg sont protégés depuis 1993. De tous les monts flamands, il est celui qui se situe le plus au nord. De ce fait, il occupe une position variable dans la course, soit dans les premières difficultés, soit au cœur de la course.
Le Molenberg a été escaladé 27 fois (1983-2010) par le Tour des Flandres. En 1983, il était situé entre le Varentberg et Berendries, en 1984 entre le Keiweg-Leberg et le Berendries. De 1985 à 1989, le Molenberg a été la première bosse, suivi par le Vieux Quaremont. De 1990 à 1996, il se trouvait entre le Leberg et le Berendries.
En 1997, la pente était la quatrième du jour, après le Leberg et suivi du mont de l'Enclus. En 1998, il est de nouveau le quatrième mont entre l'Achterberg et le mont de l'Enclus, puis en 1999 et 2000 entre le Wolvenberg et le mont de l'Enclus. En 2001, il est la troisième pente, entre le Wolvenberg et le Groteberge. En 2002, 2005et 2006, le Molenberg est la première pente, suivi du Wolvenberg. En 2003, il est la deuxième pente, entre le Nokereberg et le Wolvenberg, et en 2004 la troisième pente, entre le Rekelberg et Wolvenberg. En 2008, le Molenberg était la troisième pente, à nouveau entre le Nokereberg et Wolvenberg. À partir de 2010, il réintègre le cœur de la course entre l'Eikenberg et le Leberg au milieu d'un enchaînement de secteurs pavés. En 2010, c'est dans le Molenberg que Fabian Cancellara, futur lauréat de l'épreuve, porte sa première attaque décisive que seul Tom Boonen pu suivre.
Le Molenberg est également emprunté souvent par le circuit Het Nieuwsblad. Il a été escaladé 22 fois (1987-1990, 1992-2003, 2005-2008, 2010-2011). Sa position septentrionale en fait souvent le dernier mont franchi de l'épreuve.